# Maličkosti
Maličkosti (v anglickém originále Trinkets) je americký dramatický televizní seriál streamovací televize Netflix, jehož první řada byla vydána 14. června 2019.  Seriál je inspirovaný stejnojmenným románem Kirsten Smith. Tvůrci seriálu jsou Smith, Amy Andelson a Emily Meyer. Hlavní role hrají Brianna Hildebrand, Kiana Madeira a Quintessa Swindell.

## Obsazení

### Hlavní role
- Brianna Hildebrand jako Elodie Davis, středoškolačka a kleptomanka, která se po smrti své matky přestěhuje z Albuquerque z Nového Mexika do Portlandu v Oregonu.
- Kiana Madeira jako Moe Truax
- Quintessa Swindell jako Tabitha Foster
- Brandon Butler jako Brady Finch, Tabithy agresivní přítel/ex-přítel
- Odiseas Georgiadis jako Noah Simos
- Larry Sullivan jako Doug Davis, otec Elodie
- Dana Green jako Jenna Block, Elodie nevlastní matka

### Vedlejší role
- Henry Zaga jako Luka Novak, člen anonymních kleptomanů
- Larisa Oleynik jako Shawn
- Jessica Lynn Skinner jako Kayla Landis
- October Moore jako Vicky
- Joy Bryant jako Lori Foster, Tabithina matka.

## Jednotlivé díly
| Č. v seriálu | Č. v řadě | Původní název           | Český název             | Režie             | Scénář                                    | Premiéra v USA  |
| ------------ | --------- | ----------------------- | ----------------------- | ----------------- | ----------------------------------------- | --------------- |
| 1            | 1         | Mirror Faces            | Zrcadlové obličeje      | Sara St. Onge     | Amy Andelson a Emily Meyer                | 14. června 2019 |
| 2            | 2         | Paper Tiger             | Papírový tygr           | Sara St. Onge     | Linda Gase                                | 14. června 2019 |
| 3            | 3         | P*ssy Palace            | Palác koček             | Clare Kilner      | Jess Meyer                                | 14. června 2019 |
| 4            | 4         | Happy F**cking Birthday | Všechno nejlepší, ku*** | Clare Kilner      | Amy Andelson a Emily Meyer                | 14. června 2019 |
| 5            | 5         | Big Mistake             | Velká chyba             | Sherwin Shilati   | Matt Shire                                | 14. června 2019 |
| 6            | 6         | Rearview Mirror         | Zpětné zrcátko          | Sherwin Shilati   | Stephanie Coggins                         | 14. června 2019 |
| 7            | 7         | Truth Serum             | Sérum pravdy            | Hannah Macpherson | Jess Meyer a Kirsten Smith                | 14. června 2019 |
| 8            | 8         | Monday, I'm in Love     | Pondělí, lásky čas      | Hannah Macpherson | Amy Andelson a Emily Meyer                | 14. června 2019 |
| 9            | 9         | Night Market            | Noční trh               | Sara St. Onge     | Linda Gase                                | 14. června 2019 |
| 10           | 10        | The Great Escape        | Velký útěk              | Sara St. Onge     | Amy Andelson, Emily Meyer a Kirsten Smith | 14. června 2019 |

## Produkce
Dne 15. října 2018 streamovací televize Netflix oznámil objednávku produkce první řady.